# شانه‌دارتباران
شانه‌دارتباران یا شانه‌داران یا تینوفورها (Ctenophora) شاخه‌ای از جانوران هستند که در دریاهای سراسر جهان زندگی می‌کنند. نام شانه‌داران برای آن‌ها رایجتر است، فرهنگستان زبان فارسی اما با تأیید پسوند -تباران برای شاخه‌های زیستی، معادل شانه‌دارتباران را برای این شاخه برگزیده است. نامشان به خاطر وجود هشت ردیف صفحه شانه‌مانند است که برای حرکت از آن‌ها استفاده می‌کنند.
شانه‌داران آبزیان لطیف و شکننده‌ای هستند که معمولاً در آب‌های با جریان زیاد، به‌ویژه آب‌های گرم، دیده می‌شوند. ۱۰۰ گونه از شانه‌داران شناسایی شده است. شانه‌داران همگی دریازی هستند. بدن ظریف و شفاف شانه‌داران در تاریکی وشب از خود نور می‌دهند. برجسته‌ترین ویژگی آن‌ها داشتن دسته‌ای از مژک به نام شانه است که برای شنا کردن از آن بهره می‌گیرند. شانه‌داران بزرگ‌ترین جانورانی هستند که با مژک شنا می‌کنند. این جانداران شناگران آزاد ضعیفی هستند و برخی از گونه‌های آن‌ها شنای موجی شکل دارند و برخی دیگر دارای، حرکت نسبتاً کند و خزنده هستند. این موجودات دارای خاصیت زیست‌تابی می‌باشند.
شانه‌داران به ستاره‌های دریایی کمی شبیه‌اند و پیش از این با مرجانیان طبقه‌بندی می‌شدند، ولی به علت داشتن ویژگی‌های ساختمانی و زیستی در شاخهٔ جداگانه‌ای جای می‌گیرند.
شانه‌دارتباران ساختمان مدروزی دارند. حرکت آن‌ها توسط ۸ صفحه شانه‌ای نصف‌النهاری است و بازوها اگر وجود داشته باشد دارای سلول‌های چسبناک هستند.
شانه‌دارتباران نیز در امتداد شاخه نیداریا دارای تقارن شعاعی است که این تقارن در بعضی‌ها به صورت تقارن دوشعاعی تغییر پیدا می‌کند که معمولاً بیضوی یا کروی است و هشت ردیف صفحهٔ شانه‌ای برای شنا کردن دارند در صورتی که سایر اعضای متازوآ (پرسلولی) به طوراولیه دارای تقارن دوجانبی هستند؛ اعضای این شاخه به‌جای نخ‌کیسه (nematocyst) چسب‌تَنده (colloblast) دارند که بر روی زواید بلند اطراف دهانشان قرار دارد. در شانه‌داران جنس‌های نر و ماده یکی است و جانور دوجنسی است.
شانه‌داران نماتوسیست نیستند به استثنای یک گونه به نام (Haeckelia rubra) که در بخش‌های خاصی از بازوهای خود نماتوسیت دارد و ساختار چسب‌تنده خود را از دست داده است. مشابه نیدارین‌ها شانه‌داران هم از نظر سازمان‌یافتگی بافتی آنچنان پیشرفته نشان نمی‌دهند. همچنین در این‌ها سیستم‌های بافتی تعریف شده‌ای وجود ندارد به استثنای تعداد کمی ازاعضای این شاخه که ساکن آب بوده که فقط عمل خزیدن انجام می‌دهند بقیه اعضا شنای آزاد دارند. آنها شناگران ضعیفی بوده بیشتر در سطح آب دیده می‌شوند ولی بعضی مواقع در اعماق دریا هم یافت می‌شوند.
آنها معمولاً در جریانات آرام یا جریانات قوی دریایی زندگی می‌کنند ولی زمانی که توفان باشد به اعماق آب فرومی‌روند زمانی که آب آرام باشد به صورت عمودی قرار می‌گیرند و حرکات کوچکی نشان می‌دهند ولی وقتی که آنها با استفاده از صفحات شانه‌ای شنا می‌کنند می‌توانند از طرف انتهای دهانی به جلو حرکت کنند.
برخی شکل‌های بسیارتغییریافتهٔ شانه‌داران برای مثال جنس (Cestus) حرکات موجی شکل در انتهای خود ایجاد کرده و علاوه بر حرکات صفحات شانه‌ای یک نیروی اضافی به وجودمی آورد.

## صفات ویژه
1. دارای تقارن دو شعاعی (شعاعی + دوطرفی)، روی یک محور دهانی - مقابل دهانی می‌باشند، دارای سه لایهٔ رویشی با مزوگله[۳] زیادند، حلقه یا بند وجود ندارد.
2. بدن کم و بیش کروی است (در بعضی پهن است)، معمولاً دارای هشت ردیف صفحهٔ شانه‌ای در خارج هستند. نماتوسیست[۴] موجود نیست.
3. دستگاه گوارش دارای دهان، حلق، معده و مجاری منشعب است.
4. دستگاه عصبی منتشر است و در آن یک اندام حسی مقابل دهانی وجود دارد.

- ۵-جنس‌های نر و ماده یکی می‌باشند و سلول‌های مولد از آندودرم مجاری گوارشی واقع در زیر صفحات شانه‌ای تشکیل می‌شوند، رشد و نمو (سیر تکاملی) مستقیم است، تکامل غیر جنسی و تناوب نسل وجود ندارد.[۵]

## همانندی و ناهمانندی با مرجان‌ها
همانندی‌ها:
1. تقارن شعاعی دارند.
2. قسمت‌های بدن روی محور دهانی و مقابل دهانی قرار دارند.
3. دارای یک حفرهٔ معدی – عروقی و شاخه‌های آن می‌باشند.
4. مزوگله ژلاتینی دارند.
5. به استثنای دستگاه گوارش، فضاهای درونی وجود ندارد.
6. به جز دستگاه گوارش دستگاه‌های دیگری موجود نیست.

ناهمانندی‌ها:
1. هشت ردیف صفحهٔ شانه‌ای دارند.
2. عضلات مزانشیمی یا مزودرمی موجود است.
3. دستگاه گوارش حاوی تشکیلات عالیتری است.
4. یک ناحیهٔ حسی مقابل دهانی دارند.
5. نماتوسیست موجود نیست.

## انواع
- گردوی دریایی